# 王宗范
王宗范（?—?），五代十国前蜀将领。前蜀高祖王建养子之一。
王宗范是张贵妃与前夫之子。王宗范开始跟着母亲归属王建，冒母姓为张，王建把他作为养子，赐姓名王宗范。跟随王建攻打陈敬瑄，立有战功，前蜀建立后，封为夔王。大长和攻打黎州，王宗范率军前去征伐，在潘仓嶂将敌军击败，再于山口城获胜，后来击破武侯岭十三寨，在大渡河取胜。西南蛮族震恐慑服，数年后去世。